# North Vancouver (distretto municipale)
North Vancouver è un distretto municipale del Canada, situato in Columbia Britannica, nel distretto regionale di Metro Vancouver.